# 100. Sinfonie (Haydn)
Die Sinfonie Nr. 100 in G-Dur (Hob. I:100) komponierte Joseph Haydn im Jahr 1794. Das Werk gehört zu den berühmten Londoner Sinfonien, wurde am 31. März 1794 in London uraufgeführt und trägt den Titel Militärsinfonie.

## Allgemeines

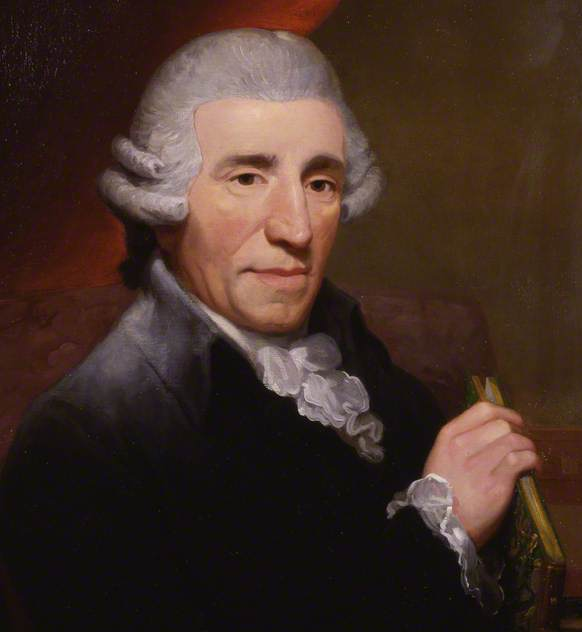
Franz Joseph Haydn (1732–1809)

Die Sinfonie Nr. 100 komponierte Haydn im Jahr 1794 im Rahmen seiner zweiten Reise nach London. Wahrscheinlich entstanden die Ecksätze kurz nach der Ankunft in London, die mittleren Sätze dagegen in Wien. Für das Allegretto griff Haydn auf den Variationssatz aus einem der Concerti für zwei Orgelleiern (Hob. VIIh:3*) zurück, die er 1786/87 für König Ferdinand IV. von Neapel geschrieben hatte (Haydn führte in den Londoner Konzerten auch andere Werke auf, die er ursprünglich für König Ferdinand komponiert hatte, wobei die Orgelleiern durch Flöte und Oboe ersetzt wurden).
Der Titel Militärsinfonie ist nicht auf dem Autograph eingetragen, Haydn hat ihn aber bei dem Konzert vom 4. Mai 1795, bei dem auch die Sinfonie Nr. 104 uraufgeführt wurde, benutzt. Der Titel bezieht sich auf den zweiten und vierten Satz, in denen durch Einsatz von Pauke, Triangel, Becken und Großer Trommel die Assoziation einer Militärkapelle entsteht (der zweite Satz enthält zudem ein Trompeten-Signal). Dieser Musik-Typus entstand nach 1720 als Folge mehrerer Türkenkriege Venedigs und Österreichs, war beeinflusst von den Militärkapellen der Janitscharen (türkische Fußtruppen) und vor allem in Wien als „Türkische Musik“ beliebt (siehe auch Janitscharenmusik). (Bei der Uraufführung war für das Publikum vermutlich die Assoziation mit den kriegerischen Auseinandersetzungen Frankreichs näher als die historische Rückbetrachtung auf die Türken.) In London befanden sich damals zahlreiche französische Flüchtlinge.
Die Sinfonie wurde am 31. März 1794 bei den „Salomon’s Concerts“ in den Londoner Hanover Square Rooms uraufgeführt. Der Morning Chronicle berichtet von der Wiederholungsaufführung am 9. April 1794: „[…] und der mittlere Satz wurde wieder mit uneingeschränkten Beifall-Rufen begrüßt. Zugabe! Zugabe! Zugabe! Erscholl es von jedem Platz: Selbst die Damen wurden ungeduldig. Es ist das Anrücken zum Gefecht, der Marsch der Männer, das Geräusch des Ladens, der Donner des Beginns, das Klirren der Waffen, das Stöhnen der Verwundeten und das, was man als das höllische Gebrüll des Krieges bezeichnet – gesteigert zu einem Höhepunkt von scheußlicher Eindringlichkeit!, die, wenn andere sie sich vorstellen können, nur Haydn allein ausführen kann; denn er allein hat bislang dieses Wunder erwirkt.“ Nach einer weiteren Aufführung am 2. Mai mischte die Zeitung allerdings auch kritische Untertöne gegen die Verwendung der türkischen Musik im Schlusssatz ein (siehe dort).
Die Allgemeine musikalische Zeitung schreibt im April 1799 zu der Sinfonie: „Sie ist etwas weniger gelehrt, und leichter zu fassen, als einige andere der neuesten Werke desselben, aber an neuen Ideen eben so reich, als sie. Die Ueberraschung kann vielleicht in der Musik nicht weiter getrieben werden, als sie es hier ist, durch das urplötzliche Einfallen der vollen Janitscharenmusik im Minore des zweyten Satzes – da bis dahin man keine Ahndung davon hat, daß diese türkischen Instrumente bey der Symphonie angebracht sind. Aber auch hier zeigt sich nicht nur der erfinderische, sondern auch der besonnene Künstler. Das Andante ist nehmlich dennoch ein Ganzes: denn bey allem Gefälligen und Leichten, das der Komponist, um von der Idee seines Coups täuschend abzuleiten, in den ersten Theil desselben brachte, ist es doch marschmäßig angelegt und bearbeitet.“
Die Sinfonie Nr. 100 war neben Nr. 94 Haydns beliebteste Sinfonie in England, v. a. das Allegretto. Haydn bearbeitete diesen Satz für Blasorchester um, daneben entstanden viele andere Bearbeitungen für den Hausgebrauch (Klaviertrio, Streichquartett u. a.). Zu verschiedenen Deutungen des Werkes in der Literatur siehe beim zweiten Satz.

## Zur Musik
Besetzung: zwei Flöten, zwei Oboen, zwei Klarinetten in C (diese nur im Allegretto), zwei Fagotte, zwei Hörner in G, zwei Trompeten in C, Pauken in G und D, zwei Violinen, Viola, Cello, Kontrabass. Als Besonderheiten treten auf: Triangel, türkisches Becken-Paar, Große Trommel. Zahlreiche Quellen belegen, dass Haydn seine Sinfonien bei den Londoner Konzerten vom Cembalo und ab 1792 vom „Piano Forte“ leitete, wie es der damaligen Aufführungspraxis entsprach. Dies deutet auf den Gebrauch eines Tasteninstrumentes (also Cembalo oder Fortepiano) als Continuo in den „Londoner Sinfonien“.
Aufführungszeit: ca. 25–30 Minuten.
Bei den hier benutzten Begriffen der Sonatensatzform ist zu berücksichtigen, dass dieses Schema in der ersten Hälfte des 19. Jahrhunderts entworfen wurde (siehe dort) und von daher nur mit Einschränkungen auf Haydns Sinfonie Nr. 100 übertragen werden kann. Die hier vorgenommene Beschreibung und Gliederung der Sätze ist als Vorschlag zu verstehen. Je nach Standpunkt sind auch andere Abgrenzungen und Deutungen möglich.

### Erster Satz: Adagio – Allegro
Adagio: G-Dur, 2/2-Takt (alla breve), Takt 1 bis 23

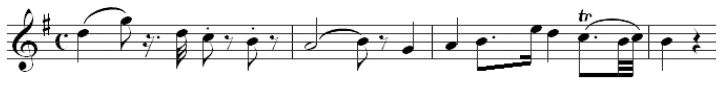
Beginn der Einleitung

Die Streicher beginnen mit Beteiligung vom Solo-Fagott piano mit einem zweitaktigen Motiv, das durch seine „fragende“ Quarte am Anfang und den punktierten Rhythmus auffällt. Es wird durch ein ähnliches Motiv weitergeführt. Das Anfangsmotiv wird dann wiederholt, jedoch mit anderer Fortführung zur Dominante D-Dur hin (Takt 8). Im weiteren Verlauf findet eine Trübung durch Benutzung von Chromatik statt bis hin zum Fortissimo-Ausbruch mit Paukenwirbel in Moll (Takt 14f.) und folgender Generalpause. Wurde hierbei bereits der auftaktige Rhythmus des (ganztaktig beginnenden) Anfangsmotivs hervorgehoben, wird er mit dem schleppenden Neuansatz im Piano noch stärker betont. Die Einleitung klingt als pochender, gebrochener D-Dur – Dreiklang im Unisono aus. Durch die Quarte aufwärts und abwärts am Satzbeginn besteht ein thematischer Bezug zum folgenden Allegro (ähnlich auch am Beginn des Presto).
Allegro: G-Dur, 2/2-Takt (alla breve), Takt 24 bis 289

Das erste Thema wird im Vordersatz zunächst von Flöte und Oboen vorgestellt.

Das erste Thema (Takt 24 bis 38) mit periodischem Aufbau fällt durch seine kontrastierende Instrumentation auf: Der Vordersatz wird von den hohen Holzbläsern (Flöte und Oboen), der Nachsatz von den Streichern vorgetragen. Möglicherweise ist diese Instrumentation (Spielmannszug) als erster Hinweis auf die militärischen Anklänge v. a. im Allegretto zu verstehen. In Takt 39 beginnt die Überleitung als Tutti-Block im Forte (das erste Thema war durchweg piano). Sie betont zunächst die Tonika G-Dur, etabliert dann jedoch mit einer Reihe von chromatisch abwärts gehenden Vierteln und A-Dur-Tonleiterläufen die Dominante D-Dur, in der nun nochmals der Beginn vom ersten Thema erklingt. Der Kopf des Themas im dramatischen d-Moll-Forte leitet über zum zweiten Thema.
Das auftaktige zweite Thema setzt über einem Streicherteppich (ab Takt 93) mit stimmführender 1. Violine ein, in Takt 98/99 treten Solo-Flöte und Fagott hinzu. Die Instrumentierung ist somit umgekehrt als beim ersten Thema. Beide Themen haben den Charakter eines Geschwindmarsches. Dass das zweite Thema am Beginn eine Ähnlichkeit zum 1848 von Johann Strauss (Vater) komponierten Radetzkymarsch aufweise, gehört in das Reich der Legenden: Das Marschthema des Radetzky-Marsches ist annähernd notengetreu zu dessen „Jubel-Quadrille“ (Teil: „Finale“, op. 130, 1841) und hat allenfalls Vorläufer (opp. 12 und 18 von Johann Strauss (Vater) von 1828, d. h. am Beginn seiner kompositorischen Laufbahn) beeinflusst. Für den heutigen Hörer klingt möglicherweise diese behauptete Assoziation das zweite Thema noch marschartiger als das erste. Das Thema führt in die Schlussgruppe (Takt 108 ff.), bei der zunächst im Bass das Auftaktmotiv des Themas aufgegriffen wird. Nach Achtelläufen und Akkordmelodik endet die Exposition in Takt 124 in D-Dur und wird wiederholt.
Die Durchführung beginnt unerwarteterweise mit zwei Takten Generalpause (als wäre der Satz bereits zu Ende), auf die das zweite Thema einsetzt – allerdings nicht wie sonst üblich in D-Dur, sondern im harmonisch fernen B-Dur. Der weitere Verlauf ist durch Wechsel von forte / fortissimo und piano, Akzenten (Takt 158 ff.) und Tonartenwechsel gekennzeichnet, wobei Haydn insbesondere den Rhythmus vom zweiten Thema im Unisono hervorhebt. In Takt 169 erfolgt mit Erreichen von h-Moll eine kurze Zäsur, auf die der Kopf vom ersten Thema als Dialog zwischen Holzbläsern und Streichern einsetzt (beginnend in e-Moll). In der Folge dominiert dann wieder der Marschrhythmus vom zweiten Thema, teils im Unisono und mit Synkopen verstärkt. In der Rückführung zur Reprise (Takt 195 f.) verebbt das Geschehen, in dem nur noch die Streicher und schließlich Flöte und Oboen spielen.
Die Reprise (ab Takt 203) ist gegenüber der Exposition verändert: Der Nachsatz des ersten Themas wird als Tutti und forte gespielt, und die Überleitung zum zweiten Thema ist fast vollständig ausgelassen. Anstelle der Schlussgruppe nach dem zweiten Thema setzt Haydn einen Fortissimo-Ausbruch im überraschenden Es-Dur ein (Takt 239), der wiederum auf den Marschrhythmus vom zweiten Thema zurückgreift. Anschließend wird das eben ausgelassene Material der Überleitung nachgeholt (Achtelläufe, Sequenz der chromatisch absteigenden Viertel), bis die erweiterte Schlussgruppe (ab Takt 273) den Satz codaartig beendet.

### Zweiter Satz: Allegretto
C-Dur, 2/2-Takt (alla breve), 186 Takte

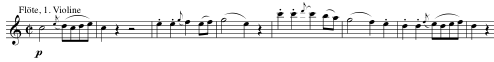
Thema des zweiten Satzes

Der Satz ist in folgende Abschnitte gliederbar:
- Erster Abschnitt: Vorstellung des grazilen Hauptthemas im Piano, charakteristischer Rhythmus mit zwei Vierteln und vier Achteln.[16] Stimmführung zunächst in Solo-Flöte und 1. Violine, dann wechselnd zwischen Holzbläsern (inklusive Klarinette[17]) und Streichern mit Solo-Flöte. A-Teil in C-Dur (Takt 1–16), Mittelteil B in der Dominante G-Dur (Takt 17–28), Wiederholung A-Teil (Takt 29–36), B-Teil Takt 37–48) und nochmals A-Teil (Takt 49–56).
- Zweiter Abschnitt: Variation des Hauptthemas in c-Moll mit veränderter Instrumentierung (Tutti), wobei Becken, Große Trommel, Triangel, Chromatik, die scharfen Wechsel von forte und piano und die Akzente die exotisch-„türkische“ Klangfarbe bewirken.
- Dritter Teil: Veränderte Wiederholung des ersten Teils: Teil A und B im Tutti (Takt 92–111), Teil A im Tutti mit Becken, Großer Trommel und Triangel (Takt 112–119), B-Teil in den Holzbläsern (Takt 120–133), ausgeschmückter A-Teil im Tutti inklusive des Schlagwerks. Die Musik kommt dann pianissimo in C-Dur zur Ruhe (Takt 151).
- Vierter Teil (Coda): Beginn mit einem tief liegenden Trompetensignal in der 2. Trompete, das möglicherweise ein österreichisches Militärsignal darstellt.[18][19] Pianissimo beginnend, schwillt dann ein Paukenwirbel zu einem As-Dur – Ausbruch im Fortissimo an, wiederum mit den Schlaginstrumenten. Als wäre nichts gewesen, folgt dann (Takt 167) kontrastierend eine Piano-Passage mit dem Hauptmotiv in der Holzbläserbesetzung. Auch der Schluss in C-Dur mit durchgehendem Pochen des Schlagwerks wird vom Wechsel forte-piano bestimmt, das Satzende vom Betonen der signalartigen Quarte G-C im Unisono.

Insbesondere das Allegretto wird in der Literatur besprochen und interpretiert:

„Natürlich ist der Satz keine Programm-Musik […] mit Aufmarsch der Armeen und Schlachtgetümmel, aber er öffnet doch auf sehr nachdrückliche Weise den Assoziations-Hintergrund des Krieges, und zwar ganz ohne Stilisierung, vielmehr mit allen schreckliche Zügen in der erwähnten As-Dur-„Katastrophe“ und der c-Moll-Variation, in der zum ersten Mal die türkische Musik einsetzt.“

„Bei besagten theatralischen Momenten liegt – zumal wegen der damaligen kriegerischen Auseinandersetzungen zwischen England und Frankreich – die Gefahr nahe, in der Symphonie 100 eine Art „Programmmusik“ zu hören. Doch wäre dies eine Überinterpretation des von Haydn allerdings suggestiv genutzten europäischen „alla-turca“-Zeitgeschmacks.“

„Vielmehr setzt Haydn hier […] das Diskordante und Hässliche ein, um die Sublimität des Schönen zu verdeutlichen, die erst vor diesem Hässlichen deutlich wird. Zumindest ist das der Fall im zweiten Satz. Am deutlichsten wird der Kontrast zwischen „hässlicher“ türkischer Musik und kunstvollem Marsch wohl bei dessen mit Holzbläsern und Hörnern instrumentierter Variante in Takt 92 ff.“

„[…] ein Pianissimo-Paukenwirbel mündet nach zwei Takten in einen Fortissimo-Aufschrei des gesamten Orchesters, der jäh die drei zentralen Parameter abendländischer Musik niederreißt. Es gibt weder eine erkennbare Harmonie noch einen feststellbaren Rhythmus, geschweige denn eine Melodie – sechs Takte lang röhrt die Musik ihr Entsetzen hinaus.“

### Dritter Satz: Menuet. Moderato
G-Dur, 3/4-Takt, mit Trio 80 Takte

Thema des Menuetts

Das Hauptthema des Menuetts trägt einen kennzeichnenden Rhythmus mit auftaktigem Sechzehntel-Vorschlag und zwei klopfenden Vierteln. Der erste Teil wird nicht notengetreu wiederholt, sondern als Piano-Variante mit anderer Instrumentierung. Den Beginn des Mittelteils hat Haydn mit dem Kopf vom Hauptthema motivisch sehr dicht gearbeitet, so dass er Durchführungscharakter annimmt (z. B. der Achtellauf aufwärts vom ersten Teil nun auch gegenstimmenartig). Nach einem Echo erscheint in Takt 31 der Auftakt auf jeder Zählzeit des Taktes, so dass kurzfristig die metrische Orientierung des Hörers verunsichert wird. Die „Reprise“ beginnt nach einer frei in Triolen fallenden Passage in Takt 43 mit einem codaartigen Schluss, bei dem das Klopfmotiv im Fortissimo kurzzeitig auf drei Viertel ausgedehnt ist.

Thema des Trios

Das Trio steht ebenfalls in G-Dur und wird in seiner Klangfarbe von parallel geführter Flöte, Oboen und Violinen bestimmt. Das „zierlich-elegante“ Hauptthema, das „wie ein Zitat aus der Welt des galanten Stils wirkt“, besteht aus einem in punktiertem Rhythmus fallendem Dominantseptakkord, gefolgt von zwei aufsteigenden Dreiklangsbrechungen. Der Mittelteil enthält einen viertaktigen, stark kontrastierenden Moll-Einschub, der über dem Orgelpunkt auf D eine bedrohliche Linie mit Chromatik hämmert, und mit seinem punktierten Rhythmus an den Militärcharakter der vorigen Sätze erinnert.

### Vierter Satz: Finale. Presto
G-Dur, 6/8-Takt, 334 Takte

Hauptthema vom Presto.

Das erste Thema (oder: Rondo-Thema, da der Satz in der Form zwischen Rondo und Sonatensatzform steht: „Sonatenrondo“) ist dreiteilig angelegt: Zunächst (Takt 1–8) wird das Thema im Piano der Streicher vorgestellt und wiederholt (A-Teil). Es ist periodisch strukturiert und weist in der ersten Phrase vom Vordersatz eine kennzeichnende vierfache Tonrepetition auf (Motiv A, Takt 1–2), in der zweiten Phrase eine sich kurz aufschraubende Figur (Motiv B, Takt 3–4). Beide Motive sind auftaktig und durch den fortlaufenden Achtelimpuls geprägt, der dem Thema (und dem ganzen Satz) seinen forwärtstreibenden, hastig-huschenden Charakter gibt. Dies lässt den Hörer zunächst einen typischen Kehraus-Schlusssatz erwarten. Der Mittelteil (B) mit Durchführungscharakter beginnt stark kontrastierend mit Motiv A im Forte-Tutti auf e-Moll, um kurz darauf pianissimo nach B-Dur zu wechseln. Die Dominante D-Dur wird in Takt 17 mit Motiv B und in Takt 26f. mit versetztem Einsatz von Motiv A kurz gestreift. Die energisch-hämmernde Achtelbewegung verliert sich dann jedoch mit „fragendem“ Motiv A (als Dominantseptakkord) in Soloflöte und -oboe, und nach einer Generalpause wird das Hauptthema (A-Teil) nochmals pianissimo aufgegriffen. Damit kann man in dem Thema eine dreiteilige Struktur A-B-A sehen. Auch der Abschnitt ab Takt 9 wird wiederholt. Die achttaktige Hauptmelodie wurde im 19. Jahrhundert als volkstümliche Tanzweise unter dem Titel Lord Cathcart oder Lord Catheart bekannt, so dass Haydn hier wahrscheinlich als Autor einer Volksmelodie gelten kann, während er sonst meist auf vorhandene Volkslieder zurückgriff.
Die folgende Überleitung (Takt 50 ff.) stellt einen Forte-Block dar mit Modulationen von Motiv A und von Dreiklangsbrechungen in rasanten Achtelketten. Durch Generalpausen abgetrennte Viertelschläge im Forte und Piano kündigen das zweite Thema an, das nach kurzem Dialog von Bass und Solo-Flöte einsetzt (Takt 86 ff.). Es steht in der Dominante D-Dur und wird piano von den Streichern vorgetragen. Stimmführend sind Bass und 1. Violine in einem Dialog aus abgesetzten Staccato-Vierteln mit Vorschlägen, während die übrigen Streicher im Achteltremolo einen Begleit-„Teppich“ setzen. Die 1. Violine führt die Vorschlags-Viertel dann weiter. Diese werden auch zu Beginn der Schlussgruppe (Takt 94 ff.) im Forte-Tutti aufgegriffen, gehen dann aber wiederum in die rasanten Achtelketten der Streicher über. Die Schlussgruppe endet mit den bereits aus Takt 75 ff. bekannten, durch Generalpausen abgetrennten Viertelschlägen, in die dritte Generalpause schlägt dann aber unerwartet ein Forte-Paukenwirbel ein (ggf. als Kanonendonner / Gewehrsalve interpretierbar) und schließt die Exposition mit zwei Viertelschlägen im Forte. Karl Geiringer vergleicht den Effekt mit dem „Paukenschlag“ aus der Sinfonie Nr. 94:

„Ein ähnlicher Effekt, doch noch wirksamer verwendet, findet sich im Finale von Nr. 100. Hier werden zwei Akkorde erst piano, dann, nach einer weiteren Generalpause, pianissimo von den Streichern vorgetragen. Bevor der Hörer die reizende Wirkung voll ausgekostet hat, aber bricht die Pauke mit Fortissimoschlägen ein. Indem der Komponist die erwartete dritte Generalpause auslässt, überrumpelt er sein Publikum völlig.“

Die Durchführung (ab Takt 123) beginnt piano mit Motiv A im d-Moll der Streicher. Der weitere Verlauf enthält zahlreiche Modulationen und wechselt zwischen zögerlichen piano-Passagen, die von Generalpausen unterbrochen sind, und energischen Forte-Abschnitten. Bereits in Takt 132 tritt ein Motiv aus vier Vierteln auf (Motiv C), zunächst noch aufsteigend, später meist aufsteigend. Es erinnert etwas an das Motiv mit den vier chromatisch abwärts gehenden Vierteln vom Allegro (dort z. B. Takt 58 f.). In Takt 146 wird mit dem zweiten Thema As-Dur erreicht, dass über Motiv C nach Des-Dur wechselt. Die geheimnisvoll-unheimliche Passage ab Takt 166 mit Motiv C im Pianissimo der Streicher kontrastiert stark zum Forte-Block ab Takt 182, der mit Motiv A in E-Dur einsetzt. Der Dialog zwischen Bass und Solo-Flöte (Takt 202 ff.) erinnert an die Überleitung zum zweiten Thema aus der Exposition. Anstelle des zweiten Themas tritt jedoch – ähnlich Takt 38 – Motiv A als „fragender“ Dominantseptakkord auf, der als Ankündigung zur Reprise dient.
Die Reprise setzt nach zwei Takten Generalpause ein (Takt 218) und ist gegenüber der Exposition verkürzt: Das erste Thema wird einmal forte im Tutti wiederholt, um dann, von Es-Dur aus einsetzend, in einen durchführungsartigen Abschnitt mit Motiv A im versetzten Einsatz überzugehen (ähnlich Takt 26 ff). Die rasanten Achtelketten führen direkt zum zweiten Thema, nun bereits schlussgruppenartig im Forte und mit Einsatz des Schlagwerks. Weitere Achtelketten münden in die Coda, die das erste Thema nochmals aufgreift und den Satz „lärmend“ mit Beteiligung aller Instrumente beendet.
Der zweite Einsatz der „türkischen“ Instrumente im Presto wurde und wird teilweise im Sinne einer Effekthascherei negativ bewertet.